# Athelidium
Athelidium Oberw. (pajęczynek) – rodzaj grzybów z rodziny Stephanosporaceae.

## Charakterystyka
Grzyby kortycjoidalne o bazydiokarpie rozproszonym, rozpostartym, pajęczynowatym do błoniasego. System strzępkowy monomityczny, strzępki cienkościenne, bez sprzążek. Podstawki wąskie, o kształcie od cylindrycznego do maczugowatego, 4- sterygmowe, z prostą przegrodą bazalną. Bazydiospory szkliste, cienkościenne, gładkie, nieamyloidalne.
Athelidium filogenetycznie spokrewniony jest z Cristinia i Lindtneria.

## Systematyka i nazewnictwo
Pozycja w klasyfikacji według Index Fungorum: Stephanosporaceae, Agaricales, Agaricomycetidae, Agaricomycetes, Agaricomycotina, Basidiomycota, Fungi.
Nazwę polską podał Władysław Wojewoda w 1996 r.
Gatunki występujące w Polsce:
- Athelidium aurantiacum (M.P. Christ.) Oberw. 1966 – pajęczynek pomarańczowy

Nazwy naukowe na podstawie Index Fungorum. Wykaz gatunków i nazwy polskie według Władysława Wojewody.